# Игры островов Индийского океана 1990
III Игры островов Индийского океана (фр. Jeux des îles de l'océan Indien 1990; англ. Indian Ocean Island Games 1990) прошли с 24 августа по 2 сентября 1990 года на Мадагаскаре. В соревнованиях приняло участие 6 стран, которые состязались в 14 видах спорта (бадминтон, баскетбол, бокс, борьба, велоспорт, волейбол, дзюдо, лёгкая атлетика, настольный теннис, петанк, плавание, теннис, тяжёлая атлетика, футбол).

## Медальный зачёт
| Место | Страна              | Золото | Серебро | Бронза | Всего |
| ----- | ------------------- | ------ | ------- | ------ | ----- |
| 1     | Мадагаскар          | 56     | 52      | 47     | 155   |
| 2     | Реюньон             | 47     | 46      | 47     | 140   |
| 3     | Маврикий            | 43     | 46      | 47     | 136   |
| 4     | Сейшельские острова | 5      | 4       | 11     | 20    |
| Всего | Всего               | 120    | 120     | 134    | 374   |